# Pediobius modestus
Pediobius modestus är en stekelart som först beskrevs av Masi 1940.  Pediobius modestus ingår i släktet Pediobius och familjen finglanssteklar. Inga underarter finns listade i Catalogue of Life.